# Apeadero de Válega
La Estación de Válega, igualmente conocida como Apeadero de Válega, y originalmente denominada Apeadero de Vallega, es una plataforma ferroviaria de pasajeros de la línea del Norte, que sirve a parroquias de Válega, en Portugal.

## Características

### Localización y accesos
La estación se encuentra junto a la localidad de Regedoura, con acceso por la calle del Afreixo.

### Descripción física
En enero de 2011, presentaba dos vías de circulación, teniendo ambas 647 metros de longitud; las dos plataformas tenían ambas 192 metros de extensión y 90 centímetros de altura.

## Historia

### Inauguración
El tramo de la línea del Norte entre Vila Nova de Gaia y Estarreja fue inaugurado por la Compañía Real de los Caminhos de Ferro Portugueses  el 8 de julio de 1863; no obstante, esta plataforma no formaba parte de la línea original, encontrándose en construcción en septiembre de 1902, para servir a parroquias de Vallega (Válega), de la cual recibió el nombre. Fue inaugurado por la Compañía Real el 1 de septiembre de 1902, con la categoría de apeadero, en el kilómetro 296,900 de la línea del Norte, apenas para el tráfico de pasajeros, recibiendo servicios tramways de la empresa.

### sigloXXI
En julio de 2010, una composición de mercancías descarriló junto a la Estación, no habiendo causado víctimas, pero obligó a la suspensión de la circulación ferroviaria en ambos sentidos en esta zona; este accidente hizo llamar la atención sobre el hecho de que el tramo era, en aquel momento, el que peor se encontraba en toda la línea del Norte, dado que las vías habían llegado al fin de su vida útil, aunque la Red Ferroviaria Nacional hubiese garantizado la seguridad de la circulación, a través de la realización de obras de mantenimiento.